# John Stockton
John Houston Stockton (Spokane, 26 de março de 1962) é um ex-basquetebolista norte-americano que dispendeu toda a sua carreira como armador do Utah Jazz na National Basketball Association (NBA). Stockton é considerado um dos maiores armadores da história do esporte, detendo o recorde da NBA de mais assistências e roubadas de bola por largas vantagens.

## Carreira

### Jazz
16ª escolha geral do draft da NBA de 1984, Stockton passou os 19 anos de sua carreira no Utah Jazz. O armador formou, junto do ala-pivô Karl Malone, uma das principais duplas da história da liga, conduzindo o Jazz a duas finais da NBA — em ambas, porém, a franquia caiu diante do Chicago Bulls de Michael Jordan.
Dez vezes votado para o NBA All-Star Game e onze vezes incluído no All-NBA Team, Stockton liderou a NBA em assistências por nove temporadas consecutivas e, até hoje, é o jogador que mais distribuiu assistências na história da liga, com 15.806 — quase 4.000 a mais que o segundo colocado, Jason Kidd; além disso Stockton é o líder histórico em roubadas de Bola da NBA com 3.265 rebotes — também na frente de Jason Kidd, com pouco menos de 1000 rebotes atrás dele; e o 47° maior cestinha da NBA, com seus 19.711 pontos — todos pelo Utah Jazz.
Stockton integrou o lendário Dream Team dos Estados Unidos que conquistou a medalha de ouro nos Jogos Olímpicos de 1992. Viria a conquistar a sua segunda medalha de ouro olímpica nos Jogos Olímpicos de 1996. O armador foi induzido no Hall da Fama do Basquete em 2009.

#### Dream Team de 1992
Convocado para a seleção olímpica em seu primeiro ano contando com jogadores da NBA, como Michael Jordan, Larry Bird, Magic Johnson, Charles Barkley e seu grande companheiro de Utah Jazz Karl Malone. Stockton jogou apenas 2 das 6 partidas do selecionado nos Jogos Olímpicos, assim como Larry Bird que estava em reta final de carreira. Mesmo com Stockton jogando pouco, a seleção americana levou com sobras a medalha de ouro, e o "Dream Team" virou um marco na história do Basquete.

## Vida Pessoal
Stockton é casado com Nada Stepovich desde 1986, e com ela teve 6 filhos (Laura, Lindsay, Houston, Michael, Samuel e David) — Laura e Lindsay jogaram basquete por Gonzaga e Montana respectivamente, e David jogou na NBA por Utah Jazz e Sacramento Kings.
Também é neto do já falecido Hust Stockton, que foi jogador de Futebol Americano pelo Frankford Yellow Jackets.

## Ligações Externas
- Perfil na NBA.com (em inglês)
- NBA History (em inglês)